# Paweł Janeczko
Paweł Zygmunt Janeczko (ur. 10 stycznia 1895 w Dzierzkowicach, zm. 6 września 1944 w Równiankach) – kapitan pilot Wojska Polskiego, kawaler Orderu Virtuti Militari. Żołnierz Armii Krajowej, zabity przez grupę operacyjną NKWD i UB.

## Życiorys
Syn Wojciecha i Heleny z Plechów. Ukończył 6 klas gimnazjum i w 1910 roku wyjechał do Stanów Zjednoczonych, gdzie pracował w fabryce samochodów. W 1917 roku wstąpił do armii kanadyjskiej. Został skierowany na szkolenie do szkoły oficerskiej w Camp Borden, którą ukończył 30 września 1917 roku. Trafił do obozu szkoleniowego w Niagara-on-the-Lake, gdzie wstąpił do armii Hallera. W 1918 roku został przeniesiony do Francji, otrzymał przydział do 1. batalionu 3 pułku strzelców polskich w Mamers. Od kwietnia do czerwca 1918 roku przebywał na kursie oficerów piechoty w Camp du Ruchard. Po jego ukończeniu objął stanowisko dowódcy kompanii i walczył w składzie 3 psp na froncie do końca działań wojennych. W 1919 roku zgłosił się do służby w lotnictwie i został skierowany na przeszkolenie do szkoły w Istres.
Po ukończeniu szkolenia wyjechał do Polski, gdzie otrzymał przydział do 1 eskadry wywiadowczej. Jednostka początkowo pozostawała w rezerwie Szefa Lotnictwa Naczelnego Dowództwa, w lutym 1920 roku rozpoczęła loty bojowe związane z walkami o Dyneburg. 2 lutego Janeczko, podczas ataków z niskiej wysokości na piechotę Armii Czerwonej, został ranny w głowę.
Wiosną 1920 roku jego jednostka została przebazowana do Zahacia skąd wykonywał loty rozpoznawcze na rzecz 1 Armii. 10 czerwca, w załodze z ppor. obs. Ignacym Skorobohatym przeprowadził bombardowanie mostu w Połocku, który był wykorzystywany do transportu zaopatrzenia dla XV Armii. Polakom udało się, pomimo trudnych warunków, odnaleźć cel i uszkodzić dwa mosty pontonowe.
15 lipca 1920 roku został przeniesiony, na jego wniosek, do 8 eskadry wywiadowczej. W jej składzie wziął udział w bitwie warszawskiej. Wykonywał loty szturmowe podczas których atakował wojska nieprzyjaciela w rejonie Małkini i Tłuszcza. W dniach 14-15 sierpnia wykonywał loty bojowe w rejonie Radzymina, następnie przeprowadzał ataki na nieprzyjaciela pod Wyszkowem i Pułtuskiem. Pod koniec sierpnia brał udział w walkach z 1 Armią Konną Siemiona Budionnego pod Hrubieszowem i Uściługiem.
Na początku października jego eskadra została przebazowana na lotnisko w Korcu skąd brał udział w atakach na radzieckie pociągi pancerne operujące na trasie Zwiahel-Korosteń. Przeprowadzane ataki zmusiły nieprzyjaciela do wycofania pociągów z rejonu działania polskiego lotnictwa. 7 października, podczas powrotu z zadania bojowego, pilotowany przez niego samolot rozbił się podczas lądowania na lotnisku w Korcu. Załoga odniosła niegroźne obrażenia.
Po zawieszeniu broni, 15 listopada 1920 roku, został przeniesiony do 9 eskadry wywiadowczej. 10 lutego 1921 roku, w wyniku połączenia jednostek, wszedł w skład 10 eskadry wywiadowczej. 29 września 10 ew została dyslokowana do Poznania, gdzie weszła w skład 3 pułku lotniczego. 17 lutego 1925 roku został przeniesiony do Centralnych Zakładów Lotniczych w Warszawie, skąd 31 maja 1926 r. powrócił do 3 pl. 31 października 1927 roku został przeniesiony do Centralnej Szkoły Mechaników Lotniczych w Bydgoszczy, a po jej reorganizacji pełnił funkcję oficera technicznego w Centrum Wyszkolenia Podoficerów Lotnictwa. Następnie w Szkole Podoficerów Mechaników Samolotowych był kierownikiem Warsztatów Szkolnych, a od 22 lipca 1931 roku dowódcą kompanii portowej na bydgoskim lotnisku. 7 kwietnia 1932 roku został wykładowcą w Centrum Wyszkolenia Podoficerów Lotnictwa. Z dniem 30 listopada 1932 został przeniesiony w stan spoczynku.
Przeniósł się z rodziną do Lublina gdzie pracował jako konstruktor w zakładach Plage i Laśkiewicz. Po wybuchu II wojny światowej zamieszkał w gospodarstwie rolnym ojca w Równiankach. Został członkiem Armii Krajowej. Po zajęciu tych terenów w 1944 roku przez Armię Czerwoną pozostał w podziemiu. 6 września grupa operacyjna NKWD i UB urządziły zasadzkę w jego domu, w której zginął.

## Ordery i odznaczenia[11][12]
- Krzyż Srebrny Orderu Wojskowego Virtuti Militari nr 481
- Polowa Odznaka Pilota nr 50 (11 listopada 1928)[13]
- Medal 10 Rocznicy Wojny Niepodległościowej (Łotwa)[14]
- francuska Odznaka Pilota nr 10641